# Abundantia Reding

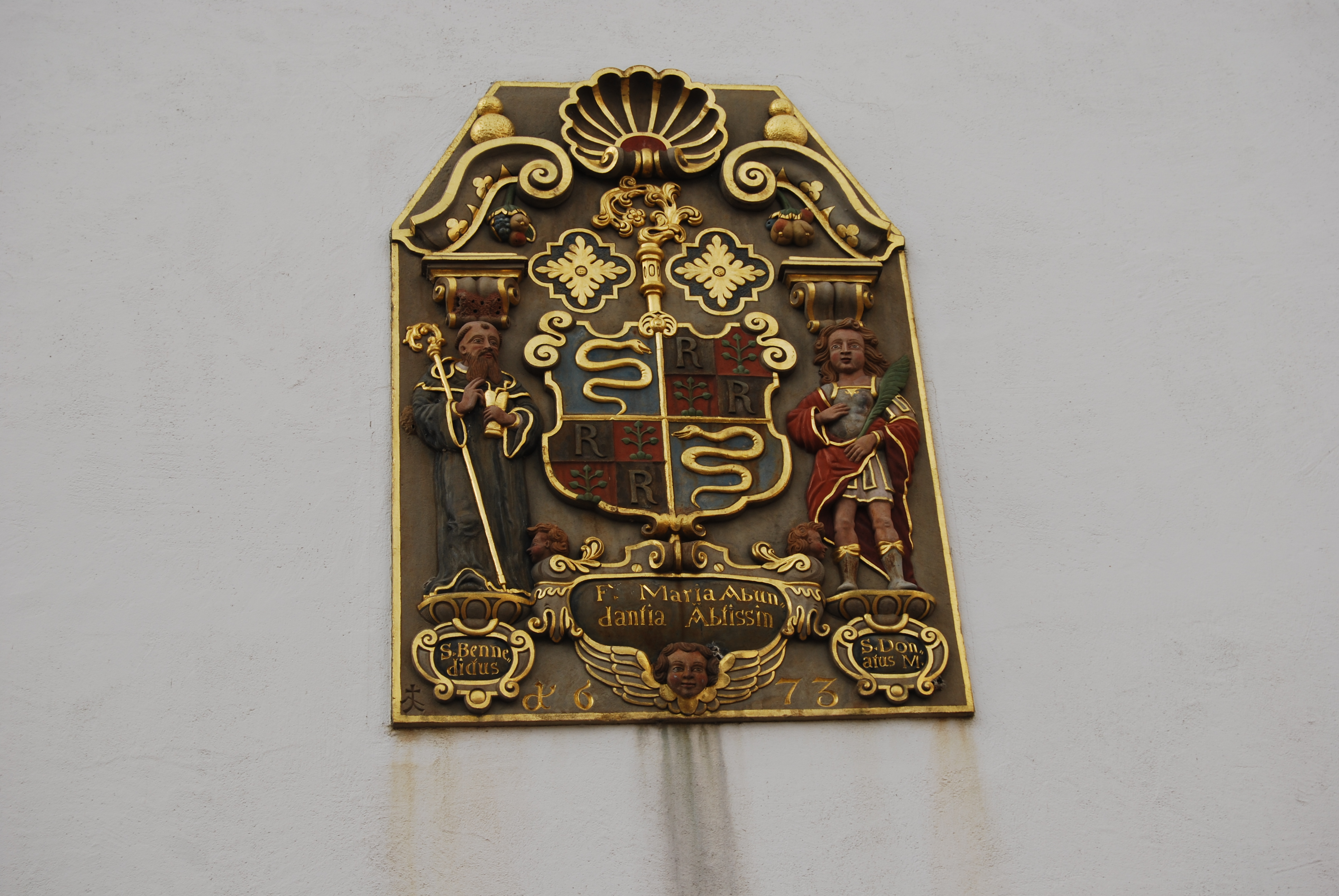
Wappen Redings in Hermetschwil

Maria Abundantia Reding (auch Maria Abundantia Reding von Biberegg; * 10. September 1612 in Schwyz; heimatberechtigt ebenda; † 14. Dezember 1687 in Hermetschwil) war eine Schweizer Benediktinerin, Äbtissin und Paramentenstickerin.

## Leben
Abundantia Reding war die Tochter des Tagsatzungsgesandten und Landammanns Heinrich Reding sowie Schwester des Offiziers und Landammanns Wolfgang Dietrich Reding. Sie wurde Nonne der Benediktinerinnenabtei Hermetschwil in den Freien Ämtern an der Reuss und legte dort 1630 ihre Profess ab.
Reding wurde 1663 zur Äbtissin gewählt. Sie wirtschaftete gut, steigerte Produktion und Verkauf im landwirtschaftlichen Bereich sowie den Geldverleih. Das Kloster wurde ein Kreditinstitut der näheren und weiteren Umgebung. Reding liess 1665 das Mühlenwehr und 1672 die ausgebrannte Bäckerei erneuern. Im folgenden Jahr wurde der Archivturm errichtet.
Reding wurde bekannt für ihre sakralen Stickarbeiten, die sie auch als Äbtissin schuf. Dazu gehören Reliquienfassungen für die Klöstern Muri und Hermetschwil, für das Stift Beromünster und die Pfarrkirche St. Georg in Sursee. Sie arbeitete bevorzugt in der damals beliebten Bouillontechnik sowie mit vergoldeten Pailletten, Flussperlen und Glasflüssen. Diese frühbarocken Stickereien waren reich verziert und fern von einer naturalistischen Gestaltung.

## Belege
1. 1 2 3  Robert Ludwig Suter: Abundantia Reding. In: Historisches Lexikon der Schweiz.  26. Januar 2010.
2. ↑  Anne-Marie Dubler: Maria Abundantia Reding von Biberegg, 1663–1687. In: Helvetia Sacra, Abteilung III, Band I. Frühe Klöster. Die Benediktiner und Benediktinerinnen der Schweiz. Bern 1986, S. 1839.

| Personendaten    | Personendaten                                              |
| ---------------- | ---------------------------------------------------------- |
| NAME             | Reding, Abundantia                                         |
| ALTERNATIVNAMEN  | Reding von Biberegg, Maria Abundantia (vollständiger Name) |
| KURZBESCHREIBUNG | Schweizer Äbtissin und Paramentenstickerin                 |
| GEBURTSDATUM     | 10. September 1612                                         |
| GEBURTSORT       | Schwyz                                                     |
| STERBEDATUM      | 14. Dezember 1687                                          |
| STERBEORT        | Hermetschwil                                               |